# Ладзаро Бастіані
Ладзаро Бастіані (італ. Lazzaro Bastiani, 1429, Падуя (?)— 1512, Венеція) — венеційський художник другої половини 15 ст.

## Пунктир біографії
Повної біографії майстра не збережено. Практично гіпотези існують про ранні роки майстра. Перша документальна згадка про майстра знайдена під 1449 роком. Відштовхуючись від неї, припускають що він міг народитись 1430 року або трохи раніше.
Жорсткість його малюнка примушує думати, що він міг народитися умісті Падуя і саме там отримав первісні навички малювання. збережені відомості, що він опанував техніку створення мозаїк. Все це згодилося у Венеції, де був надто вологий клімат і фреска, як дешевий засіб декорування стін церков чи палаців не отримав значного розвитку. Венеційці надавали перевагу створенню мозаїк через їх довготривалість, і через запозичену традицію створення мозаїк у візантійців, і через наявність у Венеції власного скловарного виробництва.

## Мозаїчні твори
Мозаїчист-митець із провінції або отримав запрошення на працю у Венецію, або сам прибув туди у пошуках роботи. Серед його мозаїк середини XV століття — образ св. Сергія з його підписом для базиліки Сан Марко. Жорсткі контури і яскравість фарб мозаїки нагадала дослідникам твори тосканського майстра Андреа дель Кастаньйо. Приблизно до того ж періоду відносять ще дві мозаїки з образами «Архангела Михаїла» та «Архангела Гавриїла», обидві зберігає Музей цивіко в Падуї. Лаццаро Бастьяні або знав, або мав впливи творчості відомого падуанського художника Франческо Скварчоне (1397—1468) і голови великої художньої майстерні. На впливи падуанських майстрів вказують і гірлянди з фруктами, котрі знайдені і низці творів самого Лаццаро Бастьяні («Мадонна з немовлям і янголами з музичними інструментами», Музей Польді-Пеццолі, Мілан).

## Цикл «Житіє св. Єроніма»
На початку 1470-х рр. був створений цикл картин з житієм св. Єроніма. Подібний цикл створив і венеційський художник Вітторе Карпаччо, що первісно надавало підстави віднести і цей цикл до творів Карпаччо. Але п'ять картин цикла були розділені на трьох митців, серед котрих були Джованні Белліні (дві картини), Альвізе Віваріні (одна) і лише дві останні створив Лаццаро Бастьяні. В картині з «причастям св. Єроніма» приваблює не стільки сцена причастя, скільки складно вибудована художником архітектура. Досягненням у творчості стала картина «Смерть св. Єроніма. Панахида» з її простою композицією і безхитрісністю майже народного мистецтва при збережені сумної урочистості самої події.

## Лаццаро Бастьяні портретист
Декотрі образи художника зберігали портретність, незважаючи на узагальнення і декорту архаїчність художньої манери митця. Про його практику портретиста збережено мало відомостей, але вона була. Серед портретів його пензля — «Дож Франческо Фоскарі». (Музей Коррер, Венеція). Манера митця у цьому портреті досить близька до манери венеційського художника Джентіле Белліні. Лаццаро Бастьяні був творчо близьким і до Джентіле Белліні, і до Альвізе Віваріні. Саме в цьому колі митців формувався своєрідний тип венеційського офіційного і репрезентативного портрета.
1921 року нащадки родини Веньєр передали до венеційського музею Коррер ще один портрет роботи Лаццаро Бастьяні — «Дожі Антоніо Веньєр та Мікеле Стено». Про цей портрет згадував ще 1531 року Сасовіно, воно прикрашало залу Нарад Двадцяти п'яти у самому палаці Дожів, але 1577 року було пошкоджене під час пожежі. Фрагмент портрета був збережений в родині Веньєр і саме його залишки і були передані у музей Коррер. Збережені відомості, що подвіний портрет був створений Лаццаро Бастьяні вже після смерті дожів і мав меморіальний характер. Практика створення меморіальних портретів з давно померлих людей у Венеції мала місце, так, до неї звертався і уславлений Тиціан («Портрет кардинала Паллавічіні», «Ізабелла Португальська»).
До портретних творів Лаццаро Бастьяні відносять і парадний за характером «Портрет невідомого шляхетного пана із соколом».

## Портрети

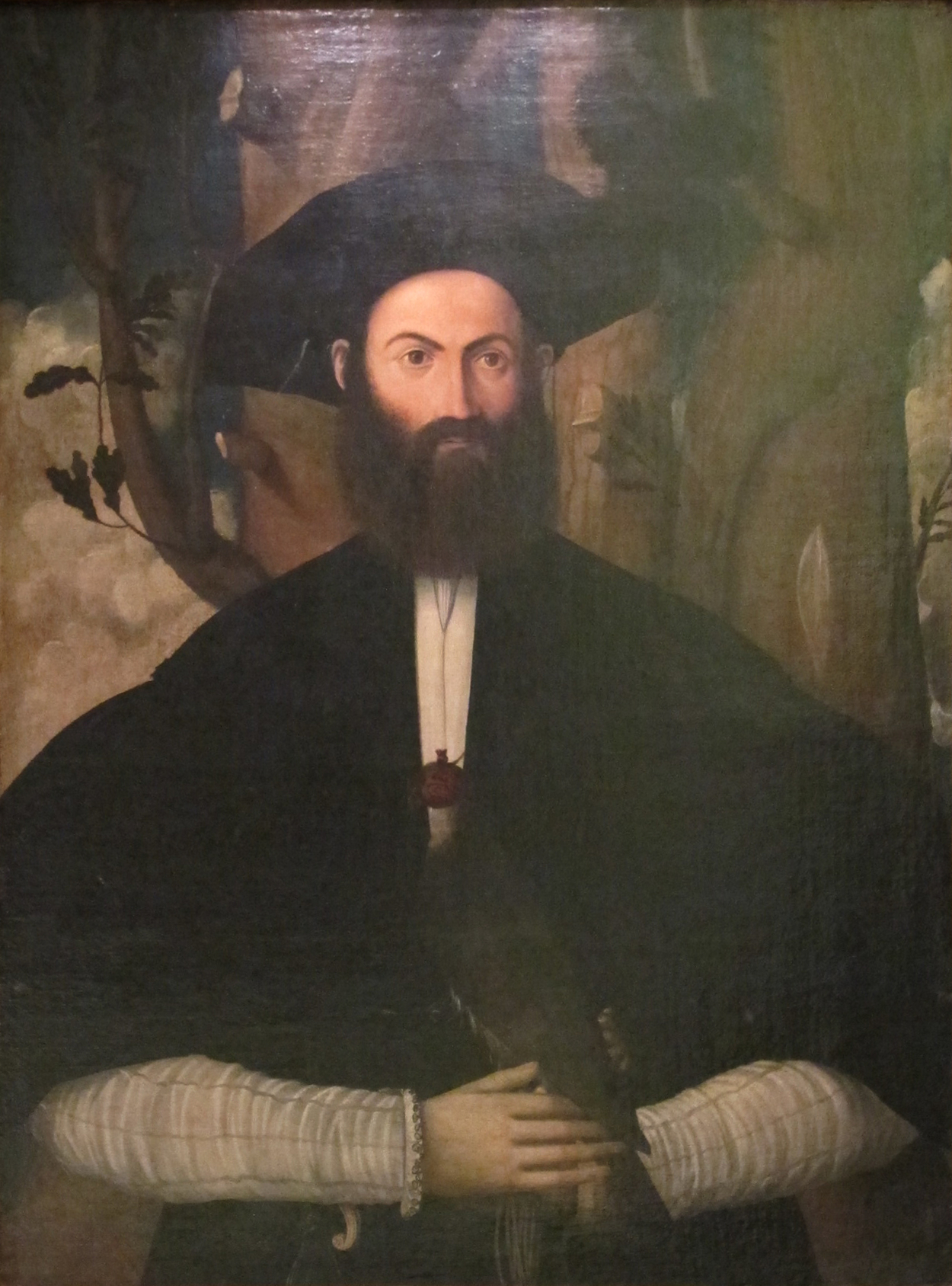
Лаццаро Бастьяні. «Портрет шляхетного пана із соколом»
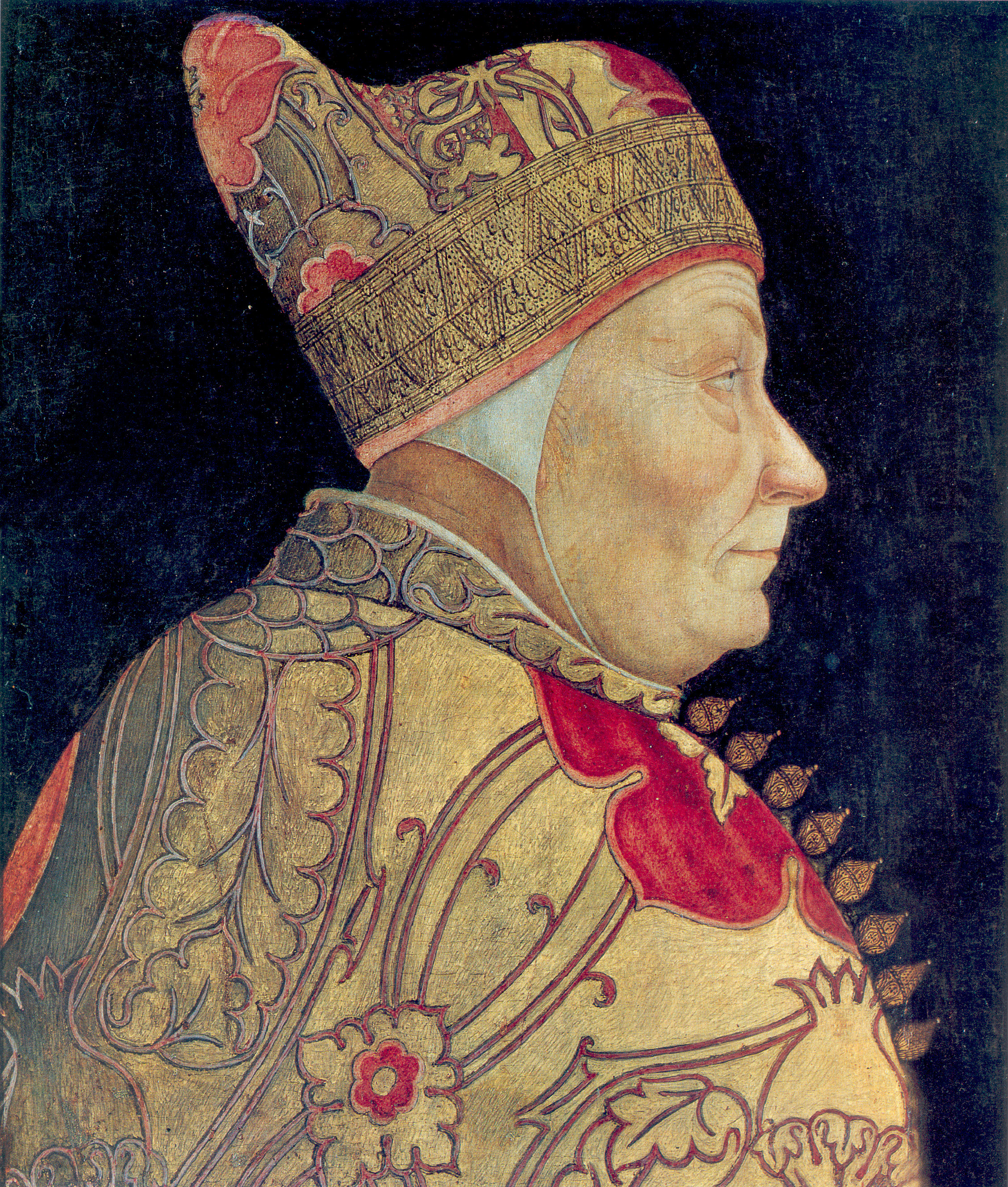
Лаццаро Бастьяні.«Венеційський дож Франческо Фоскарі». Музей Коррер, Венеція.

## Два сини і художня продукція майстерні Бастьяні
Старий Лаццаро Бастьяні став з роками приналежністю венеційського офіциозу. Так, Його майстерня разом із художником Бенедетто Діана декорувала прапори для площі Сан Марко. Старий Лаццаро Бастьяні був у складі комісії, що робила експертну оцінку декоративних фресок Фондако деї Тедескі (Подвір'я купців з Німеччини), котрі виконав по замові венеційського уряда уславлений нині Джорджоне да Кастельфранко. Тоді мимоволі нове у венеційському живопису зустрілось із старим і архаїчним.
Архаїчність і ретроспективізм був притаманний і пізнім творам майстерні Лаццаро Бастьяні, де працювали два його сини (Себастьяно і Вінченцо). Художник похилого віку помер у Венеції 5 квітня 1512 року.

## Галерея релігійних творів

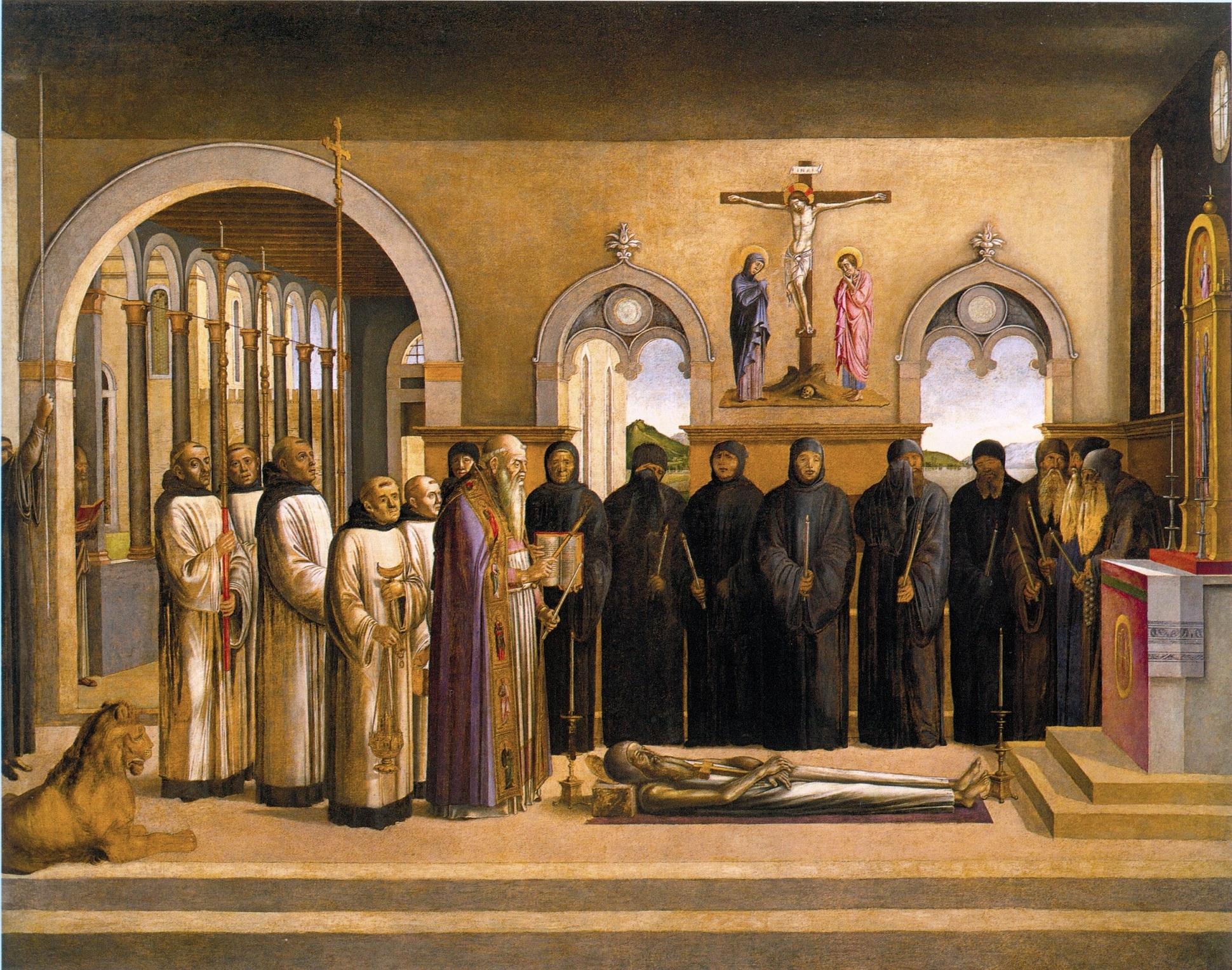
Лаццаро Бастьяні. «Смерть св. Єроніма. Панахида», до 1472 р., Галерея венеційської художньої академії.

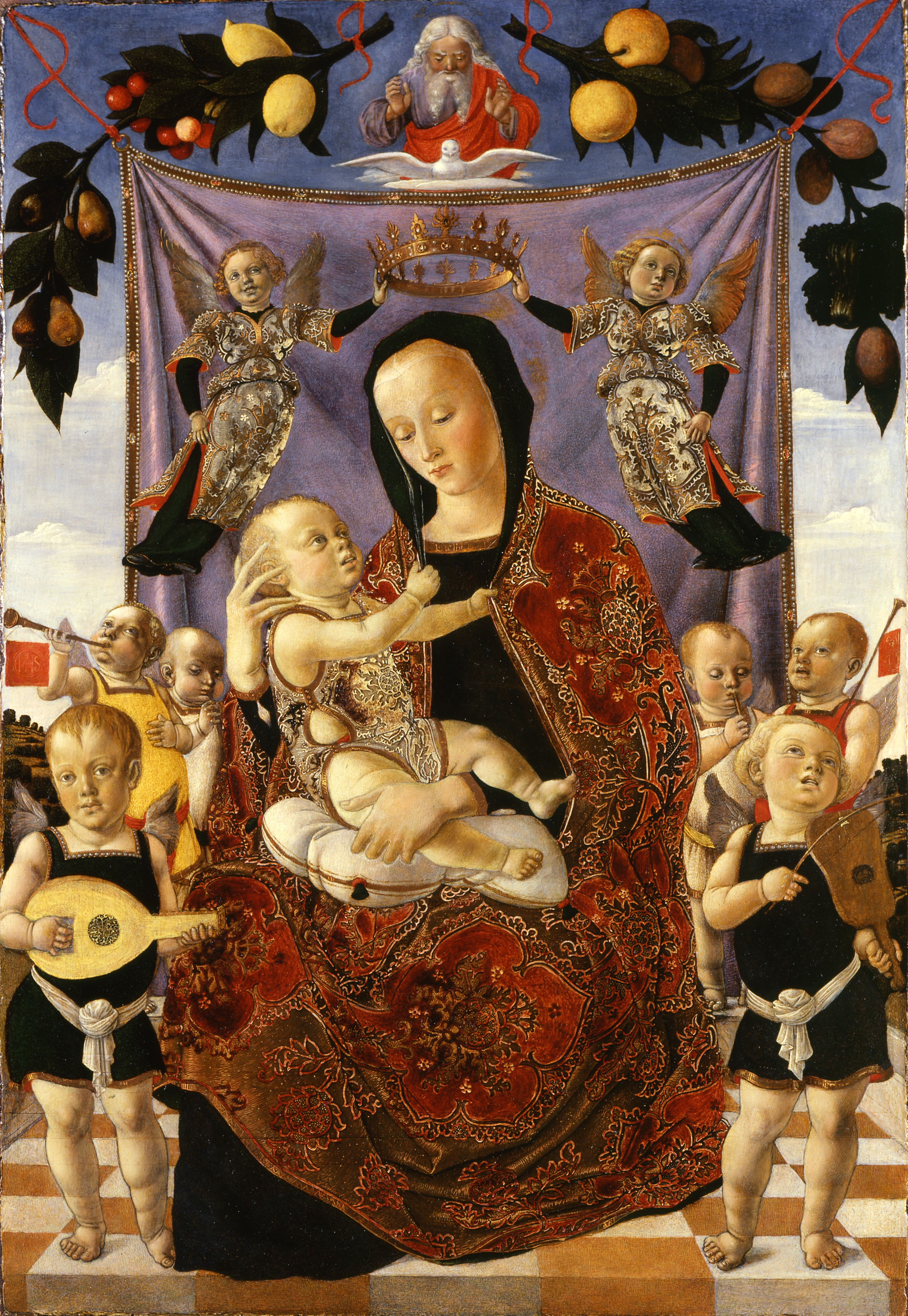
«Мадонна з немовлям на троні», бл. 1470 р., Музей Польді-Пеццолі, Мілан
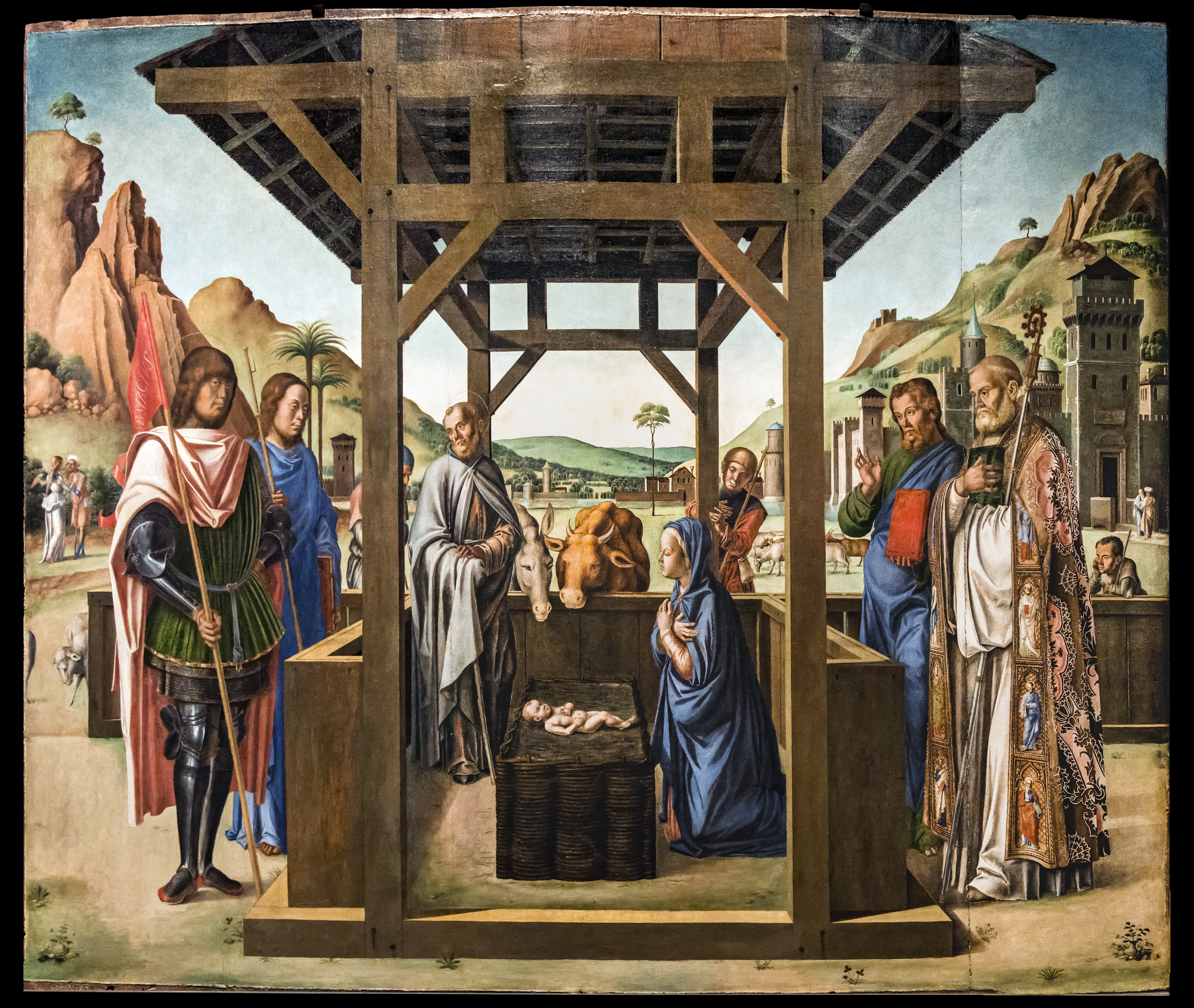
Лаццаро Бастьяні. «Різдво Христове»
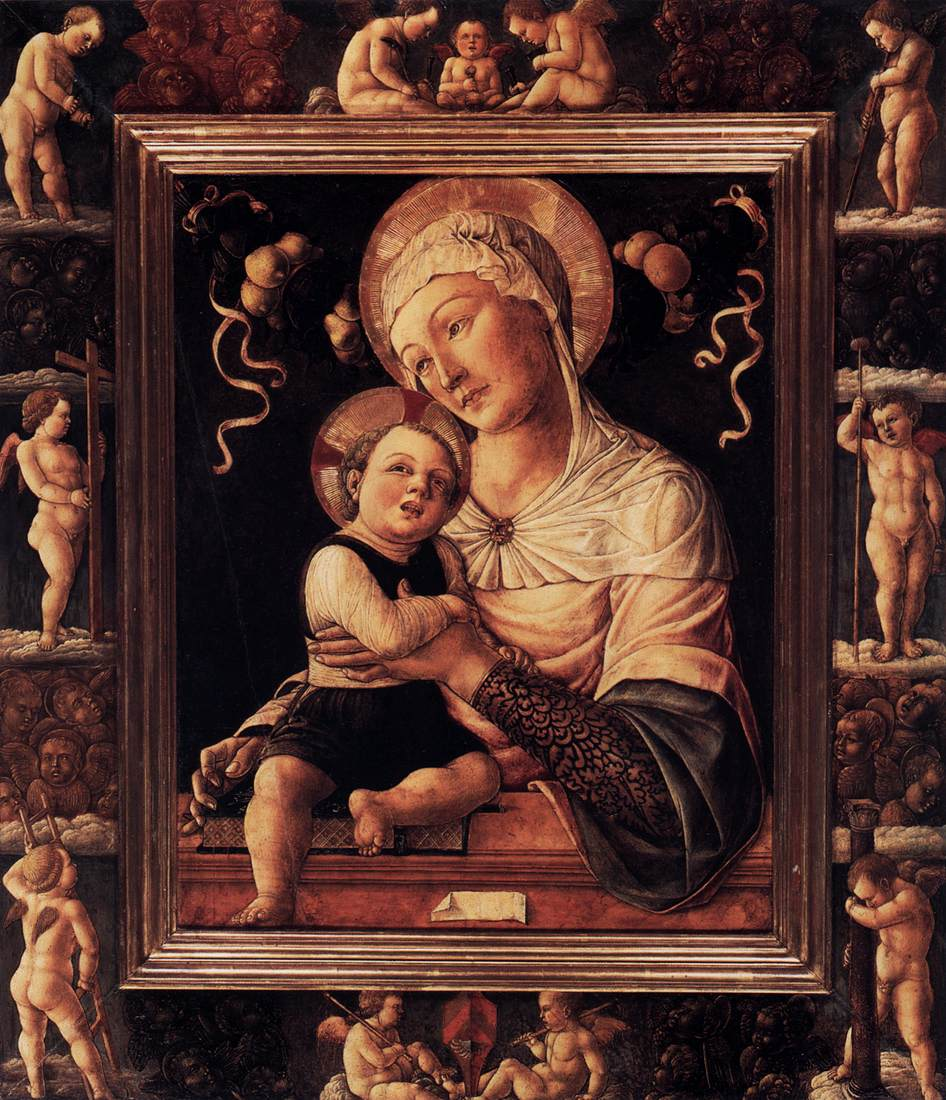
Лаццаро Бастьяні. «Мадонна з немовлям і мальована рама з янголами»
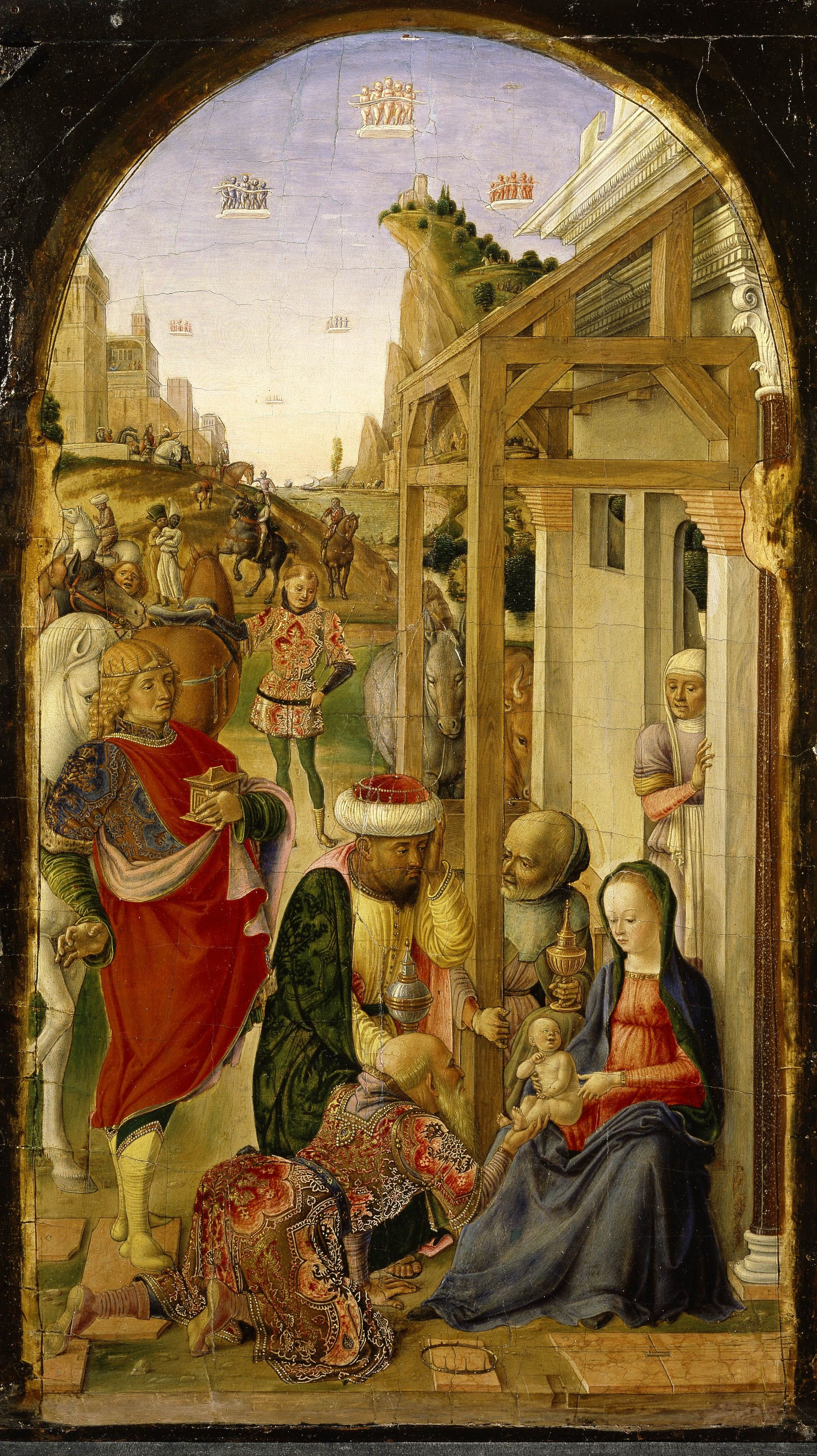
Лаццаро Бастьяні. «Поклоніння волхвів»
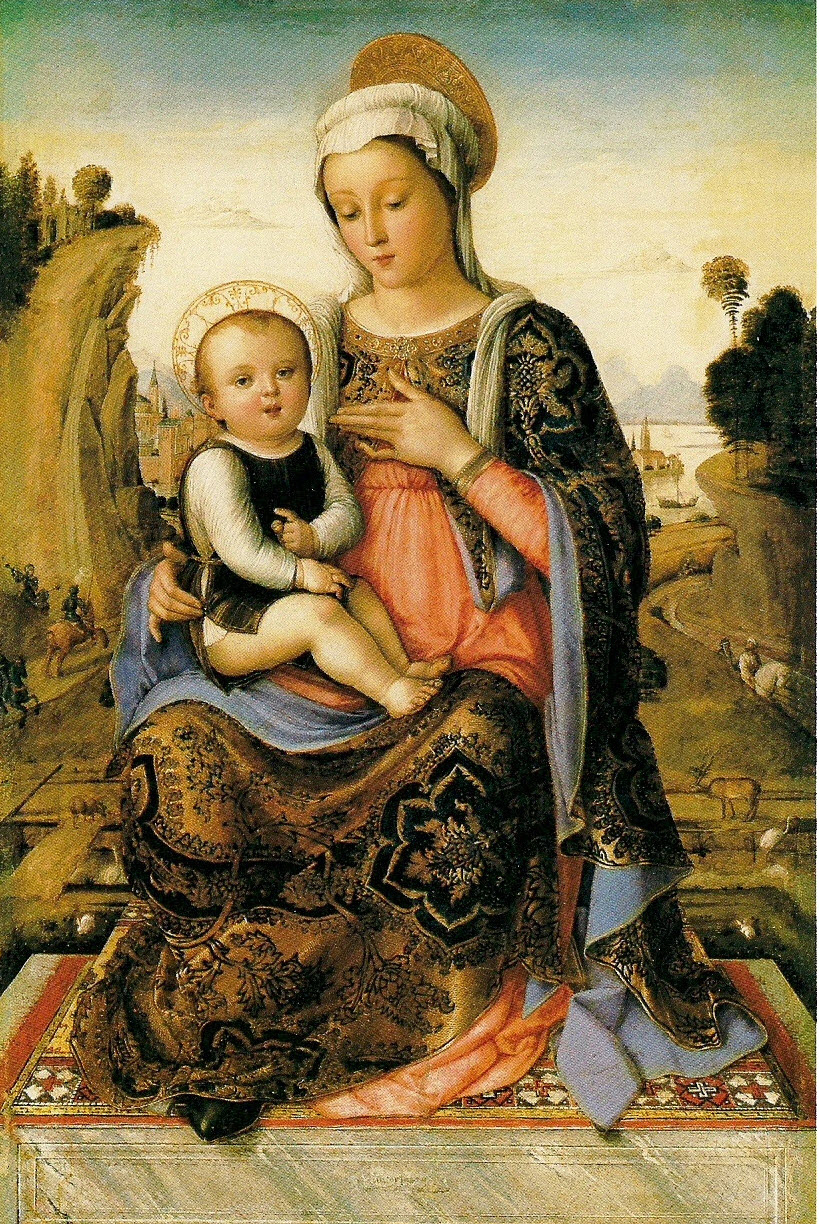
Лаццаро Бастьяні. «Мадонна з немовлям»